# روموهر
روموهر (به آلمانی: Rumohr) یک شهر در آلمان است که در رندسبورگ-اکرنفورده واقع شده‌است. روموهر ۷۳۰ نفر جمعیت دارد.